# 秀茂坪童黨燒屍案
秀茂坪童黨燒屍案是1997年在香港發生的一宗命案，16歲少年陸志偉（阿雞）因為不值一羣童黨經常欺負患輕度智障的清潔工人，勸其報警求助，被童黨視為背叛者。1997年5月14日晚上，14名童黨誘騙該名少年到上述清潔工人的住所，以不同方式虐打他致死，事後兩度焚燒屍體湮滅證據，該名清潔工人因被童黨打傷而到醫院求醫，由此揭發事件。警方先後拘捕11男3女，年齡介乎14至17歲的涉案青少年，分別控以謀殺、嚴重傷人及非法處理屍體罪名，其中1名被告以污點證人身份指控其餘被告。1999年1月，香港高等法院裁定其中6名被告謀殺罪名成立，當中4人被判處終身監禁，承認誤殺罪的污點證人及其餘7名被判傷人罪名成立的被告則判處有期徒刑，成為香港歷年來最多未成年犯人一同被判謀殺罪名成立的案件。被裁定謀殺罪成的6名被告於2001年上訴翻案，其中3人獲得減刑，當中1名謀殺罪成的被告獲改判嚴重傷人罪。

## 案件摘要
案發地點位於九龍觀塘區秀茂坪邨，是香港房屋委員會轄下的公共屋邨，兇案第一現場為第39座1508室的住所內，該座樓宇在1997年已列為重建計劃的樓宇之一，不少住客已經遷離，涉案被告與受害人陸志偉均是邨內的居民，眾人經常到邨內的一所志願機構青少年中心玩樂，或到外號「三叔」的30歲輕度智障男子陳木清的住所聚集，陳木清經常遭到童黨欺負，陸志偉勸其報警求助，童黨認為陸志偉出賣他們。1997年5月14日晚上，各被告以陳木清的名義誘騙陸志偉到陳木清的住所，陸志偉到達現場後隨即被各被告輪流拳打腳踢，以鐵通、摺椅等武器毆打陸志偉，並強迫他吃煙頭、倒豎蔥用頭撞地、撞牆、墊櫈底、昏倒後淋凍水等，各被告強迫陸志偉跪在關帝像前，並唸出黑社會詩句，每提及1名被告的名字，該名被告便上前毆打陸志偉。陸志偉被打至奄奄一息，眾童黨嘗試施救但無效，然後任由陸志偉失救致死，並恐嚇身處單位內目睹案發經過的陳木清不要報警。當天凌晨時分，童黨成員將陸志偉的屍體放進紙皮箱，運到馬路斜對面空置待拆的第32座放火燒屍，並向屍體潑硫酸使容貌更難辨認，眾人離開後再度返回燒屍現場，發現屍體仍然未被燒盡，於是再度放火燒屍，然後用垃圾膠袋裝好死者骨灰拋棄到垃圾站，骨灰於案件被揭發時已經被運往堆填區，無法尋回。陳木清在事件中亦被打傷，到醫院求醫，駐院警員發現他的傷勢有可疑，經調查後揭發此案。

## 判決

### 初審判決
經過超過一年的審訊，案件在1999年1月宣判。辯方大律師求情時引述香港大學心理學教授何友暉的報告，指案中被告受漫畫和電影的暴力情節影響，以為案中各種虐打手法不會致命，強調各被告無意殺人，案發後感到後悔，分別願意承認誤殺、毆打等控罪，惟控方拒絕接受，堅持要控告謀殺，辯方表示各被告犯案時均未滿18歲，按照法例，法官可運用酌情權判處較法定終身監禁為輕的刑期。法官王見秋反駁指死者如果是被人用刀或槍即時殺死，不會死得那麼痛苦，他表示死者遭到各被告虐待3小時才死去，而各被告用不同的暴力對待死者，顯示被告是有意圖令死者受到嚴重傷害繼而死亡。
由3男6女組成的陪審團以大比數裁定6名被告謀殺罪名成立，其中許智偉、吳明俊、陳德明、傅顯進被判處終身監禁；麥家豪在案發時提早離開現場，在受害人垂死沒有再予以毆打，而黃金寶在犯案時只有14歲，年紀較輕，二人因此獲酌情免判終身監禁，分別改判囚26年及23年，法官表示判處年青人入獄是一件痛苦的事，但此案罪行恐怖、性質嚴重，如不判處相應處分便有違法官職守，並斥責4名被判處終身監禁的被告兇殘暴戾，在受害人臨死的一刻仍然繼續虐打，不肯停手，對死者毫不憐憫同情，法庭因此不會對4人體恤同情，不會運用免判終身監禁的酌情權。被告許智勇、周俊、劉佩儀、陳肯構、羅桂芬分別被裁定嚴重傷人或毆打傷人罪成，法官認為他們5人獲陪審團開恩，沒有被裁定謀殺或誤殺罪已經是十分幸運，同時認為主控官給他們一條生路，因此他們應該向主控官道謝。法官表示嚴重傷人或毆打傷人罪最高可判刑3年，但考慮到他們由被捕至審訊期間已經被囚禁21個月，不想再進一步懲罰，因此判他們即時獲釋。
被告石子健轉為污點證人，承認誤殺及阻止屍體合法下葬控罪，合共判監7年，王見秋發表判詞時稱讚他充分與警方合作，出庭頂證其他被告，認為他真心有悔意，並贈他陶淵明的作品《歸去來辭》「悟已往之不諫，知來者之可追。實迷途其未遠，覺今是而昨非。」，希望他以此詩句勉勵自己，改過自新。被告阮潔儀和黃詩城的代表律師分別向法官求情，律師表示阮潔儀一向是好孩子，直至結識案中其他被告，以及受到男朋友吳明俊影響下才會犯案，她對於自己所犯的罪行感到後悔，在案發後已經疏遠案中其他被告，且在被捕後已經被扣留20個月，希望法官輕判，讓她能夠重返校園繼續讀書；律師認為黃詩城雖然來自非健全家庭但並非壞孩子，在校園內從未犯事或欺凌死者，案法時曾經阻止其他被告毆打死者，希望法官給他機會重返校園。法官表示黃詩城所犯的是誤殺罪，但他在案中所扮演的角色較輕微，且曾經阻止其他被告毆打死者，反映出他沒有其他被告那麼殘酷，在考慮教導所的報告及代表律師的求情說話後，判二人入教導所接受監管。

### 上訴
被裁定謀殺罪成的六名少年於2001年上訴翻案，其中麥家豪（第3被告）被改判嚴重傷人罪，監禁刑期由26年減為7年；黃金寶（第8被告）的刑期由23年減為19年；至於另外四名被判終身監禁的少年，其中吳明俊（第4被告）被改判有期徒刑25年，其餘三人則維持原判，但法官給予最少服刑年期由20至22年不等。法官王見秋承認自己初判的時侯，因一時疏忽，並無依例給予他們最低刑期，只是判他們終身監禁。但是他亦重申，文明社會絕不容許這種殘暴罪行發生，因此要向被告判以具阻嚇性的刑罰，否則將會屍骸滿佈，而這班年青人，亦為他們的罪行負上沉重的代價。
以下是各被告的身份、控罪及判刑（各人之姓名、年齡、職業、犯案紀錄均為案發時所報稱的資料），由於此案被告在案發時年齡未滿18歲，法官根據《香港刑事訴訟程序》條例有關少年罪犯的規定，為案中被判終身監禁的被告定出一個最低刑期，被告服刑至最低刑期後，才可以向香港特別行政區行政長官的覆檢委員會申請刑期覆檢。：
| 被告     | 姓名 （暱稱）    | 年齡 | 職業     | 犯案紀錄                                  | 在此案的犯罪行為                                                                                                 | 控罪及裁決（裁決比數）                                                             | 初審判刑                                                             | 法官判詞 | 上訴結果                          | 備註                       |
| 1        | 許智偉 （蕃薯）  | 17   | 清潔工人 | 1996年因普通毆打被判接受感化1年           | 拳打腳踢，用摺椅、棍、鐵通殿打死者，紮屍、燒屍、棄屍。                                                           | 謀殺（一致裁定成立） 阻止屍體合法下葬（認罪）                                      | 終身監禁 監禁3年                                                     | 首腦人物，無憐憫地打死者，到臨死略有悔意卻不肯承擔罪責。                                                                                       | 維持原判 最低刑期22年             | 被傳在獄中因肺癌去世       |
| 2        | 許智勇 （豬扒）  | 14   | 學生     | 沒有                                      | 拳打腳踢 | 謀殺（1：8裁定不成立） 嚴重傷人（一致裁定成立） 阻止屍體合法下葬（2：7裁定不成立） | 已被囚禁21個月，即時獲釋。                                           | 終生將在死者被殺的陰影下生活。 | ／                                |                            |
| 3        | 麥家豪 （鼻屎）  | 17   | 學生     | 1993年與傅顯進因搶劫一同被判簽保守行為1年 | 拳打腳踢，用摺椅、棍、鐵通殿打死者，燒屍時把風。                                                                 | 謀殺（8：1裁定成立） 阻止屍體合法下葬（一致裁定成立）                              | 監禁22年 監禁4年（分期執行）                                         | 較早離開現場，角色不及其他謀殺罪被告惡劣。 | 撤銷謀殺罪 改判嚴重傷人罪 判監7年 | 已出獄                     |
| 4        | 吳明俊 （黑仔）  | 16   | 散工     | 1993年因偷竊被判簽保守行為1年             | 拳打腳踢，用棍毆打死者，抓住死者雙腳將他的頭撞向床角，燒屍、棄屍。                                               | 謀殺（7：2裁定成立） 阻止屍體合法下葬（認罪）                                      | 終身監禁 監禁3年                                                     | 極端暴戾、殘忍。 | 維持原判 刑期改為監禁25年         | 已出獄                     |
| 5        | 阮潔儀 （阿儀）  | 14   | 學生     | 沒有                                      | 拳打腳踢 | 謀殺（一致裁定不成立） 毆打傷人（一致裁定成立） 阻止屍體合法下葬（一致裁定成立）   | 已被囚禁21個月，毆打傷人時獲釋；阻止屍體合法下葬罪判入教導所21個月。 | 在燒屍時把風。 | ／                                | 已出獄                     |
| 6        | 陳德明 （粒的）  | 16   | 學生     | 1995年因打架被判接受感化1年               | 拳打腳踢，用棍、鐵通殿打死者，強迫死者吃棗子，紮屍、燒屍、棄屍。                                                 | 謀殺（8：1裁定成立） 阻止屍體合法下葬（認罪）                                      | 終身監禁 監禁3年（同期執行）                                         | 極端暴戾、殘忍。 | 維持原判 最低刑期20年             | 已出獄                     |
| 7        | 劉佩儀 （佩儀）  | 14   | 學生     | 沒有                                      | 拳打腳踢，用雨傘殿打死者，燒屍時把風。                                                                           | 謀殺（一致裁定不成立） 毆打傷人（一致裁定成立）                                    | 已被囚禁21個月，即時獲釋。                                           | 終生將在死者被殺的陰影下生活。 | ／                                | 2007年12月25日跳樓自殺身亡 |
| 8        | 黃金寶 （薄Log） | 14   | 學生     | 沒有                                      | 拳打腳踢，用鑊鏟毆打死者，燒屍、棄屍。                                                                           | 謀殺（7：2裁定成立） 阻止屍體合法下葬（認罪）                                      | 監禁20年 監禁3年（分期執行）                                         | 犯案時只得十四歲，角色較其他謀殺罪被告輕。 | 維持原判 判刑改為監禁19年         | 已出獄                     |
| 9        | 周俊 （阿Jow）   | 14   | 學生     | 沒有                                      | 拳打腳踢 | 謀殺（2：7裁定不成立） 嚴重傷人（8：1裁定成立）                                    | 已被囚禁21個月，即時獲釋。                                           | 終生將在死者被殺的陰影下生活。 | ／                                |                            |
| 10       | 傅顯進 （大王）  | 17   | 學生     | 1993年與麥家豪因搶劫一同被判簽保守行為1年 | 拳打腳踢，用摺椅、鐵通、皮帶、雙節棍毆打死者，強迫死者吃棗子、煙頭，把死者當作「人肉打樁機」，紮屍、燒屍時把風。 | 謀殺（一致裁定成立） 阻止屍體合法下葬（一致裁定成立）                              | 終身監禁 監禁4年（同期執行）                                         | 案中主腦，最惡毒無人性，極端殘忍、暴力。打到阿雞（陸志偉）臨死前，你對他仍沒有憐憫之心，所以我對你亦無憐憫之心。你已經無可救藥，是個危險青年。 | 維持原判 最低刑期22年             | 已出獄                     |
| 11       | 陳肯構 （肯構）  | 15   | 學生     | 沒有                                      | 拳打腳踢 | 謀殺（一致裁定不成立） 毆打傷人（7：2裁定成立）                                    | 已被囚禁21個月，即時獲釋。                                           | 終生將在死者被殺的陰影下生活。 | ／                                |                            |
| 12       | 羅桂芬 （Cass）  | 14   | 學生     | 沒有                                      | 拳打腳踢 | 謀殺（一致裁定不成立） 毆打傷人（8：1裁定成立）                                    | 已被囚禁21個月，即時獲釋。                                           | 終身將在死者被殺的陰影下生活。 | ／                                |                            |
| 13       | 黃詩城 （詩城）  | 14   | 學生     | 沒有                                      | 拳打腳踢 | 謀殺（2：7裁定不成立） 誤殺（7：2裁定成立）                                        | 判入教導所16個月                                                     | 曾勸眾人停止毆打死者。 | ／                                | 已出獄                     |
| 污點證人 | 石子健 （阿必）  | 16   | 學生     | 沒有                                      | | 誤殺（認罪） 阻止屍體合法下葬（認罪）                                              | 監禁5年半 監禁1年半（分期執行）                                      | 勇敢供述案情，相信他是出於正義，望真心悔改，以詩相贈。                                                                                         | ／                                | 已出獄                     |

## 改編作品

### 電影
此案件於1999年被改編為電影《三五成群》，由宋本中、林子善、李健仁和陳芷菁等人主演
2022年由刘青云、蔡卓妍等主演的电影《神探大战》中，对此案件亦有提及。

### 電視劇
亞洲電視劇集《危險人物》的「秀茂坪少年殺人事件」

## 評論及影響
就是次事件，有社工認為該班青少年可能是因為來自破碎家庭，缺乏家人的關心和愛護，或者是該青少年本身過往曾受虐打，以致心靈受創而作出報復性的行為。另外有犯罪學專家認為，該班童黨是曾經看了一些描述黑社會的漫畫，於是便模仿漫畫內的情節向死者施暴。這反映出青少年是容易受到不良刊物的影響。
事件過了十年半後，2007年12月25日聖誕節，其中一名涉案的女童黨成員劉佩儀疑因失業及失戀雙重打擊下，不堪度過孤獨聖誕節，在順天邨寓所鄰座大廈，留下寫著「不開心」字句遺書跳樓自殺身亡。
。

## 外部連結
- HKSAR v Hui Chi Wai & Others [2001] HKCA 216、[2001] HKCA 218、[2001] HKCA 219（上訴法庭判詞）
- 《危險人物》檔案室 秀茂坪童黨燒屍案